# Puerta de la Ciudadela
La Puerta de la Ciudadela era la puerta de entrada a la Ciudadela de Montevideo, una gran fortaleza militar construida por los españoles para la defensa terrestre de la ciudad amurallada de Montevideo durante el siglo XVIII. 

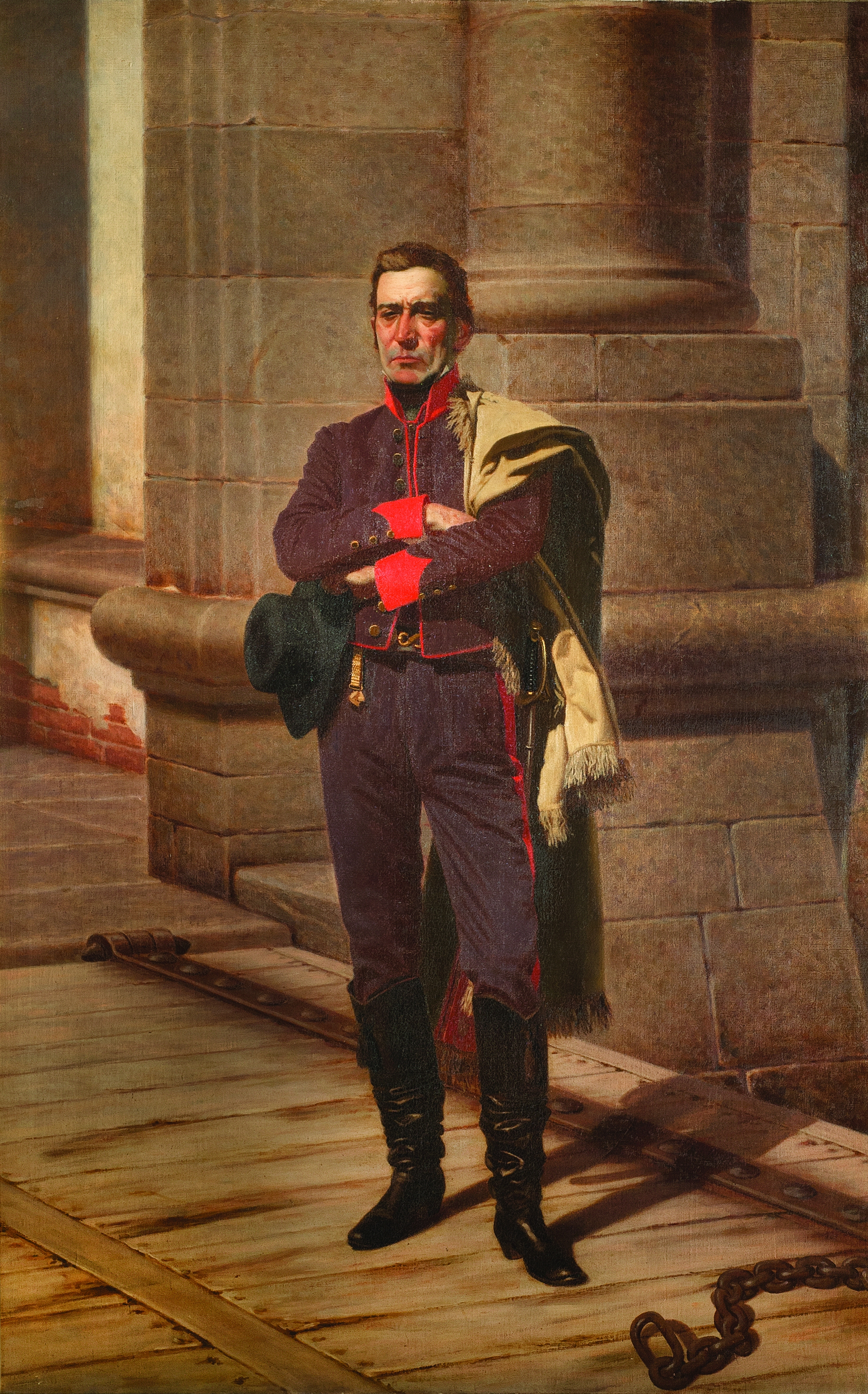
José Artigas representado en la puerta de la Ciudadela. Óleo de 1884.

## Historia

Puerta de La Ciudadela y muralla

La puerta en la Escuela de Artes y Oficios, 1922.

En 1877 debido al crecimiento extramuros se terminan de demoler las murallas de la ciudad vieja y junto a ellas la Ciudadela. La puerta es desmantelada piedra a piedra y recorre diferentes lugares hasta ser instalada como "portón trasero" del edificio de la Escuela de Artes y Oficios, hoy UTU central, por la calle Gonzalo Ramírez. En 1959 fue restaurada y trasladada a la desembocadura de la calle Sarandí, unos metros desplazada de su lugar original. Hubo de levantarse para tal efecto una estructura que cumpliera las veces de contrafuerte sobre el cual se apoyara y diera soporte sólido al portal. Debido al creciente deterioro fue restaurada en 2009.
Actualmente es uno de los monumentos más reconocidos de Montevideo, habiéndose transformado en un símbolo de la ciudad y en un importante punto turístico.
Se encuentra en un separador en el costado de la Plaza Independencia y marca la entrada de la Ciudad Vieja.